# Le Trottoir (groupe de musique)
 (juin 2023).
Si vous disposez d'ouvrages ou d'articles de référence ou si vous connaissez des sites web de qualité traitant du thème abordé ici, merci de compléter l'article en donnant les références utiles à sa vérifiabilité et en les liant à la section « Notes et références ».
 (juin 2023).
La mise en forme du texte ne suit pas les recommandations de Wikipédia : il faut le « wikifier ».
Les points d'amélioration suivants sont les cas les plus fréquents. Le détail des points à revoir est peut-être précisé sur la page de discussion.
- Les titres sont pré-formatés par le logiciel. Ils ne sont ni en capitales, ni en gras.
- Le texte ne doit pas être écrit en capitales (les noms de famille non plus), ni en gras, ni en italique, ni en « petit »…
- Le gras n'est utilisé que pour surligner le titre de l'article dans l'introduction, une seule fois.
- L'italique est rarement utilisé : mots en langue étrangère, titres d'œuvres, noms de bateaux, etc.
- Les citations ne sont pas en italique mais en corps de texte normal. Elles sont entourées par des guillemets français : « et ».
- Les listes à puces sont à éviter, des paragraphes rédigés étant largement préférés. Les tableaux sont à réserver à la présentation de données structurées (résultats, etc.).
- Les appels de note de bas de page (petits chiffres en exposant, introduits par l'outil «  Source ») sont à placer entre la fin de phrase et le point final[comme ça].
- Les liens internes (vers d'autres articles de Wikipédia) sont à choisir avec parcimonie. Créez des liens vers des articles approfondissant le sujet. Les termes génériques sans rapport avec le sujet sont à éviter, ainsi que les répétitions de liens vers un même terme.
- Les liens externes sont à placer uniquement dans une section « Liens externes », à la fin de l'article. Ces liens sont à choisir avec parcimonie suivant les règles définies. Si un lien sert de source à l'article, son insertion dans le texte est à faire par les notes de bas de page.
- La présentation des références doit suivre les conventions bibliographiques. Il est recommandé d'utiliser les modèles {{Ouvrage}}, {{Chapitre}}, {{Article}}, {{Lien web}} et/ou {{Bibliographie}}. Le mode d'édition visuel peut mettre en forme automatiquement les références.
- Insérer une infobox (cadre d'informations à droite) n'est pas obligatoire pour parachever la mise en page.

Pour une aide détaillée, merci de consulter Aide:Wikification.
Si vous pensez que ces points ont été résolus, vous pouvez retirer ce bandeau et améliorer la mise en forme d'un autre article.
Pour les articles homonymes, voir Le Trottoir.
Le Trottoir (anciennement Le Trottoir d'en face) est un groupe de musique originaire de Orthez. Le groupe de 8 membres mélange les influences pop, rock et folk avec les cuivres des bandas du sud-ouest d'où ils sont originaires.

## Biographie
Les 5 membres fondateurs du groupe se connaissent depuis l'enfance et ont joué leur premier concert le 10 novembre 2006 à la suite d'une proposition du Festival de Castétis.
Ils signent sur le label Sony Music en 2013 et sortent leur premier album Nulle ombre en 2015. De cet album est issu le titre Sur les sentiers du monde dont un clip a été réalisé et qui totalise à ce jour plus de 3,5 millions de vues sur YouTube.
En juillet 2016 ils jouent aux Francofolies de La Rochelle.
En 2018 ils sortent leur deuxième album Multiplex. Un clip du morceau Montana a été réalisé. La même année ils se produisent dans différents festivals, notamment À tout bout d'champ et Festicolor.
Le clip Con comme la lune sort sur YouTube en décembre 2020 et annonce la sortie de leur troisième album intitulé Con comme la lune en 2021.
Le 25 février 2022 sort leur album live intitulé Au Zénith.
Le 12 janvier 2023, le groupe annonce sur les réseaux sociaux son changement de nom. Le groupe devient simplement « Le Trottoir ». Le groupe explique ce changement : « Comme dans tous les couples, comme dans toutes les petites échoppes, de temps en temps, on a besoin de refaire la peinture de la maison ou de la chambre, de changer d'enseigne, d'emmener du sang neuf. Voilà 10 ans que nous regardions en face ce qu'il se passe sans peut être finalement assumer complètement ou(sic) nos pieds étaient plantés. Un constat qui aujourd'hui nous conduit à changer de nom. Nous sommes le Trottoir ».
En 2023 sort leur quatrième album studio intitulé L'Homme à l'aune qu'ils ont autoproduit. Benoit, le chanteur justifie ce choix « Pour garder une indépendance de A à Z, on avait envie de se lancer dans cette aventure-là ». 

## Discographie

### Albums studio
- 2015 : Nulle Ombre
- 2018 : Multiplex
- 2021 : Con comme la lune
- 2023 : L'Homme à l'aune

### Albums en concert
- 2022 : Au Zénith